# メスポール
メスポール （Mespaul、ブルトン語:Mespaol）は、フランス、ブルターニュ地域圏、フィニステール県のコミューン。

## 地理
メスポールは、プルエナンの南西、西のプルエスカと東のモルレーの中間地点にある。

## 人口統計
| 1962年 | 1968年 | 1975年 | 1982年 | 1990年 | 1999年 | 2006年 | 2010年 |
| ------ | ------ | ------ | ------ | ------ | ------ | ------ | ------ |
| 963    | 937    | 814    | 779    | 797    | 739    | 841    | 891    |

参照元:1999年までEHESS、1969年以降INSEE

メスポールの人口増減グラフ